# Thomas McKean
Thomas McKean né le 19 mars 1734 en Pennsylvanie, mort le 24 juin 1817, est un politicien américain et un Pères fondateurs des États-Unis. Le Delaware a délégué McKean à New York en 1765 pour le Stamp Act Congress, évènement précurseur de la Révolution américaine. 
Il signa la déclaration d'indépendance des États-Unis en tant que représentant du Delaware. Il présida le Congrès de la Confédération du 10 juillet 1781 au 4 novembre 1781. Il fut membre du Parti fédéraliste et du Parti républicain-démocrate et il fut Gouverneur du Delaware, Chief Justice of Pennsylvania, et Gouverneur de la Pennsylvanie.